# FilmPolski.pl
FilmPolski este un site web polonez de informații din lumea filmului creat și întreținut de Școala Națională de Film din Łódź (de Biblioteca și Centrul de informații). Lansat în martie 1990, site-ul web oferă informații detaliate despre toate filmele poloneze, inclusiv lungmetraje și seriale de televiziune, documentare, filme de animație și spectacole de teatru TV produse în ultima sută de ani. Site-ul cuprinde, de asemenea, biografii detaliate ale realizatorilor polonezi și filmografiile acestora.